# Dobrčice
Dobrčice jsou obec ležící v jihovýchodní části okresu Přerov, 7 km jihovýchodně od Přerova. Žije zde 232 obyvatel. Mají 76 domů a jejich katastrální výměra činí 220 ha. PSČ je 750 02.

## Historie
První písemná zmínka o obci pochází z roku 1356.

## Společenský život
V Dobrčicích je od roku 1938 založen spolek SDH, najdeme zde také obecní knihovnu, která se nachází vedle obecního úřadu.
Samospráva obce od roku 2013 pravidelně 5. července vyvěšuje zlato-červenou moravskou vlajku. 

## Galerie

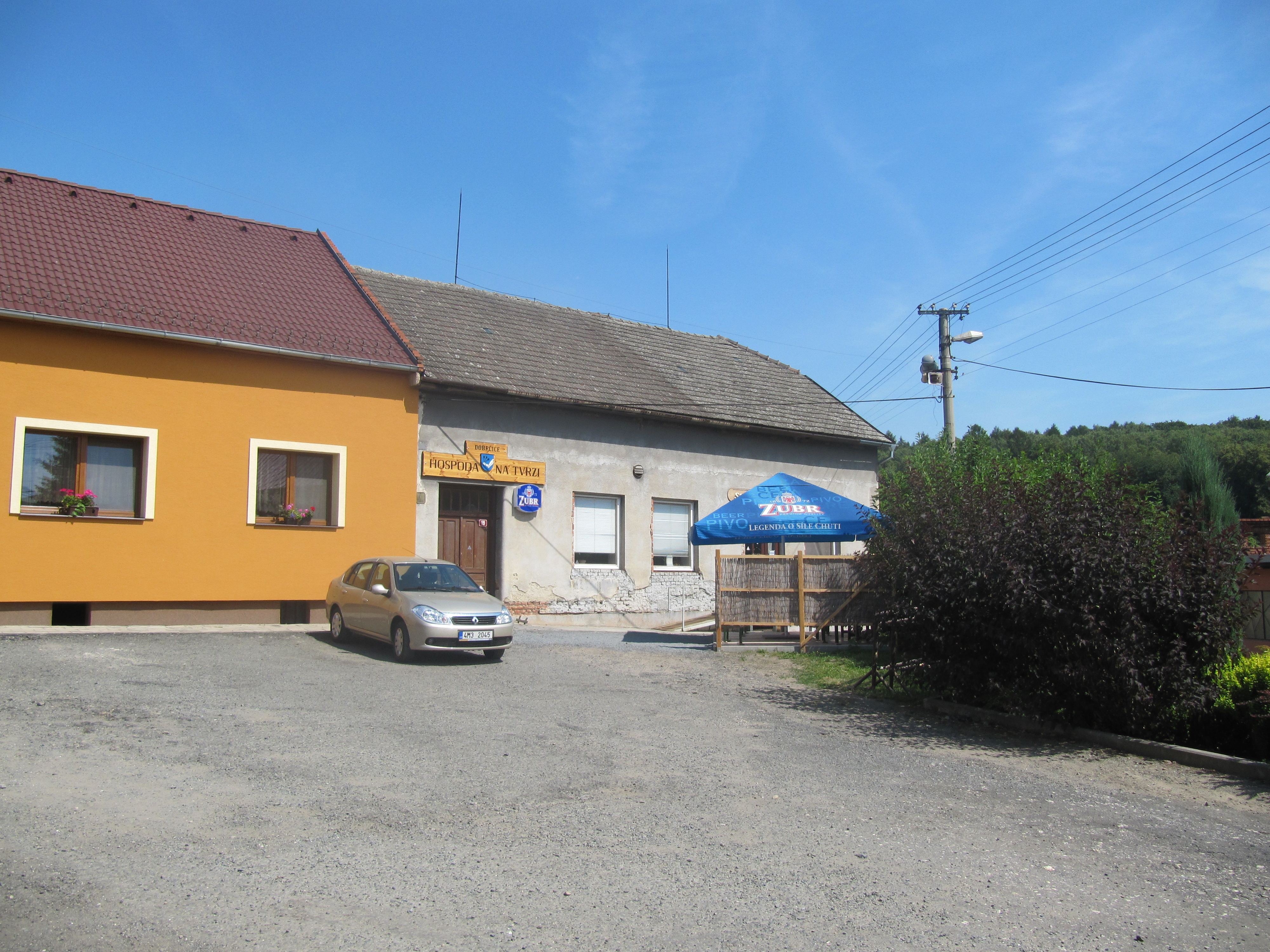
Hospoda
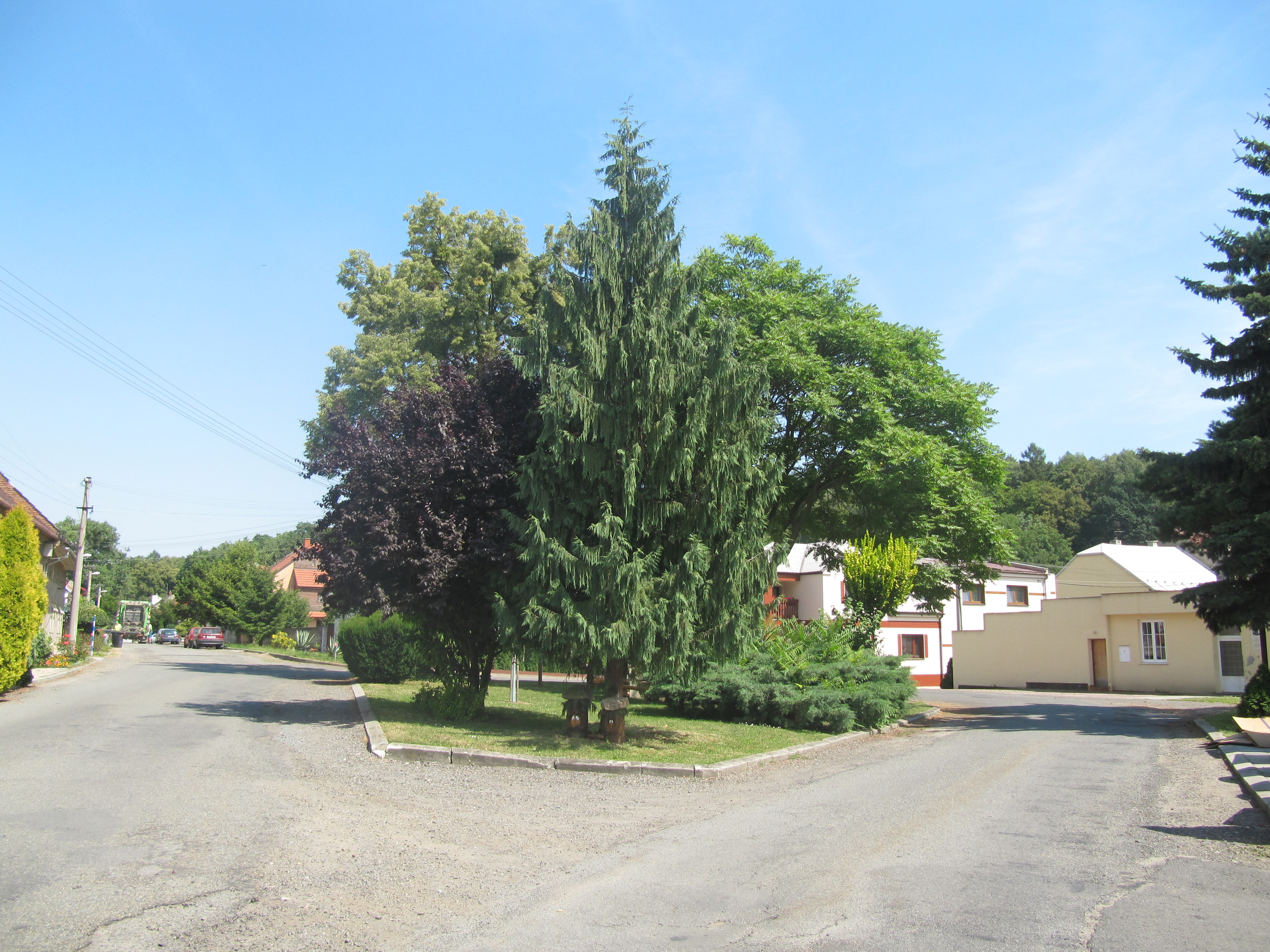
Náves
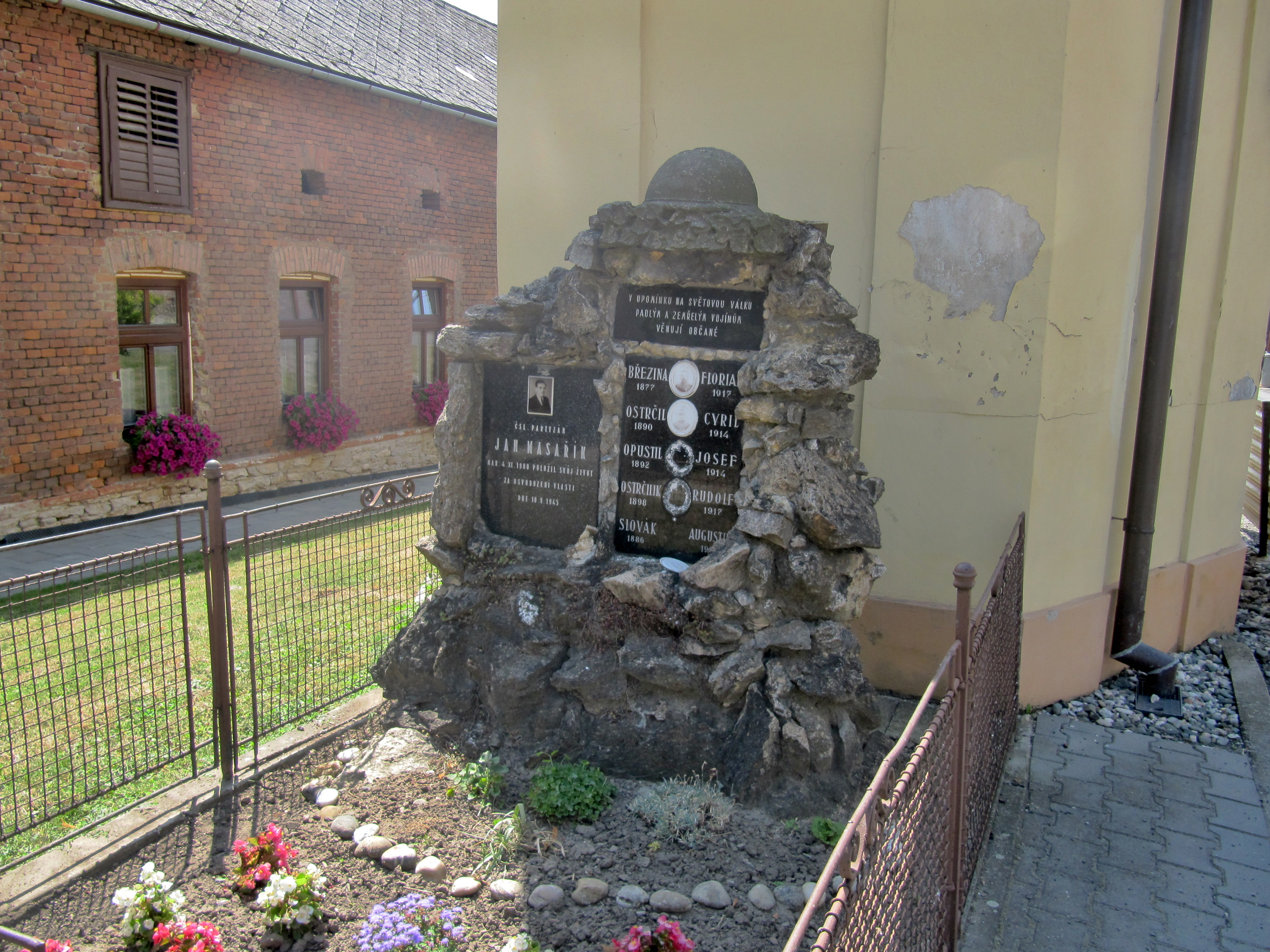
Pomník
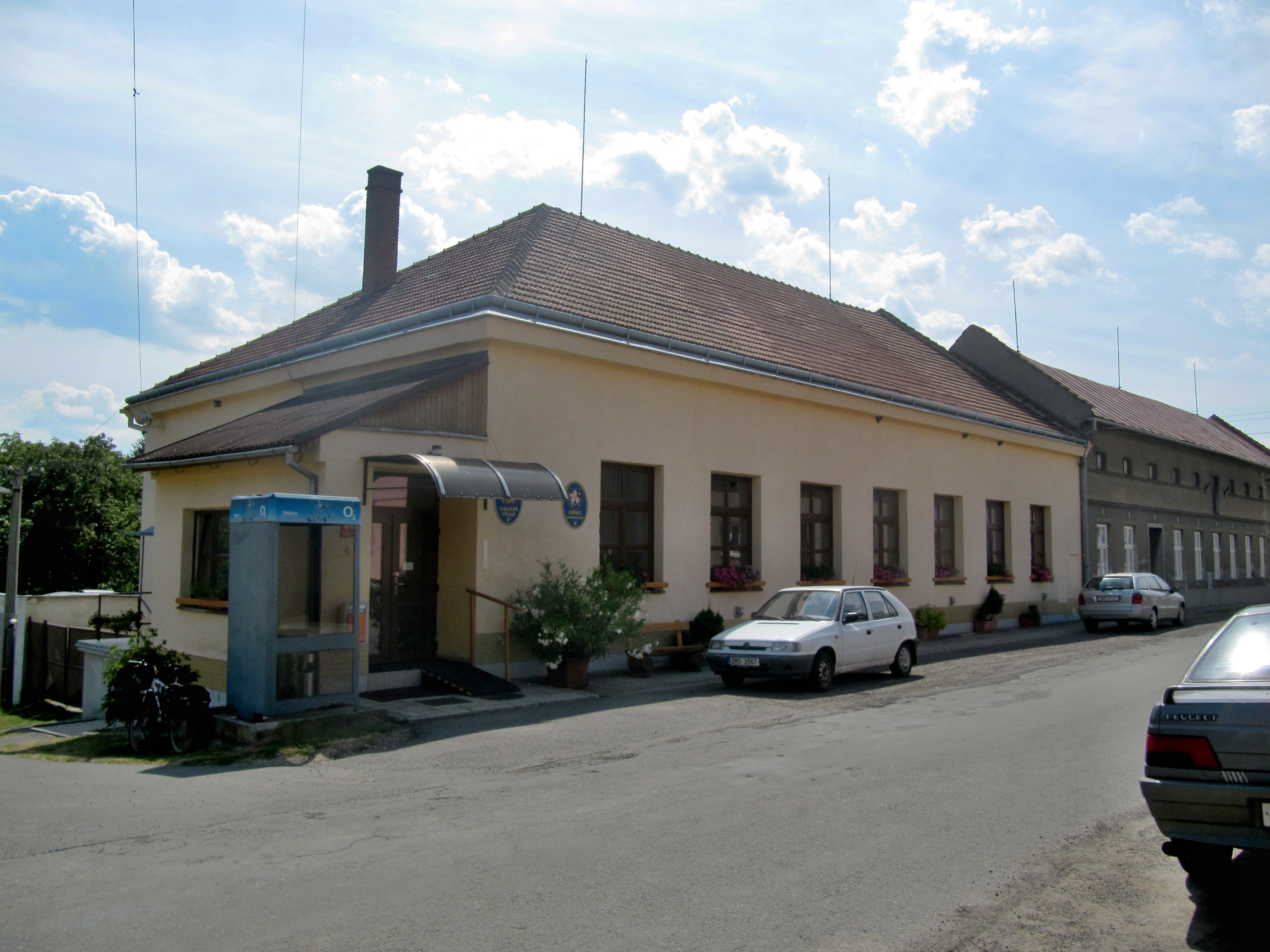
Obecní úřad